# Parque Aluche
Parque Aluche, tidigare Parque Alcalde Carlos Arias, är en stadspark i Madrid som ligger i närheten av Aluche, som ingår i distriktet Latina. Det avgränsas av gatorna Valmojado, Quero, Tembleque, Maqueda och Seseña och delas itu av Illescas-gatan.

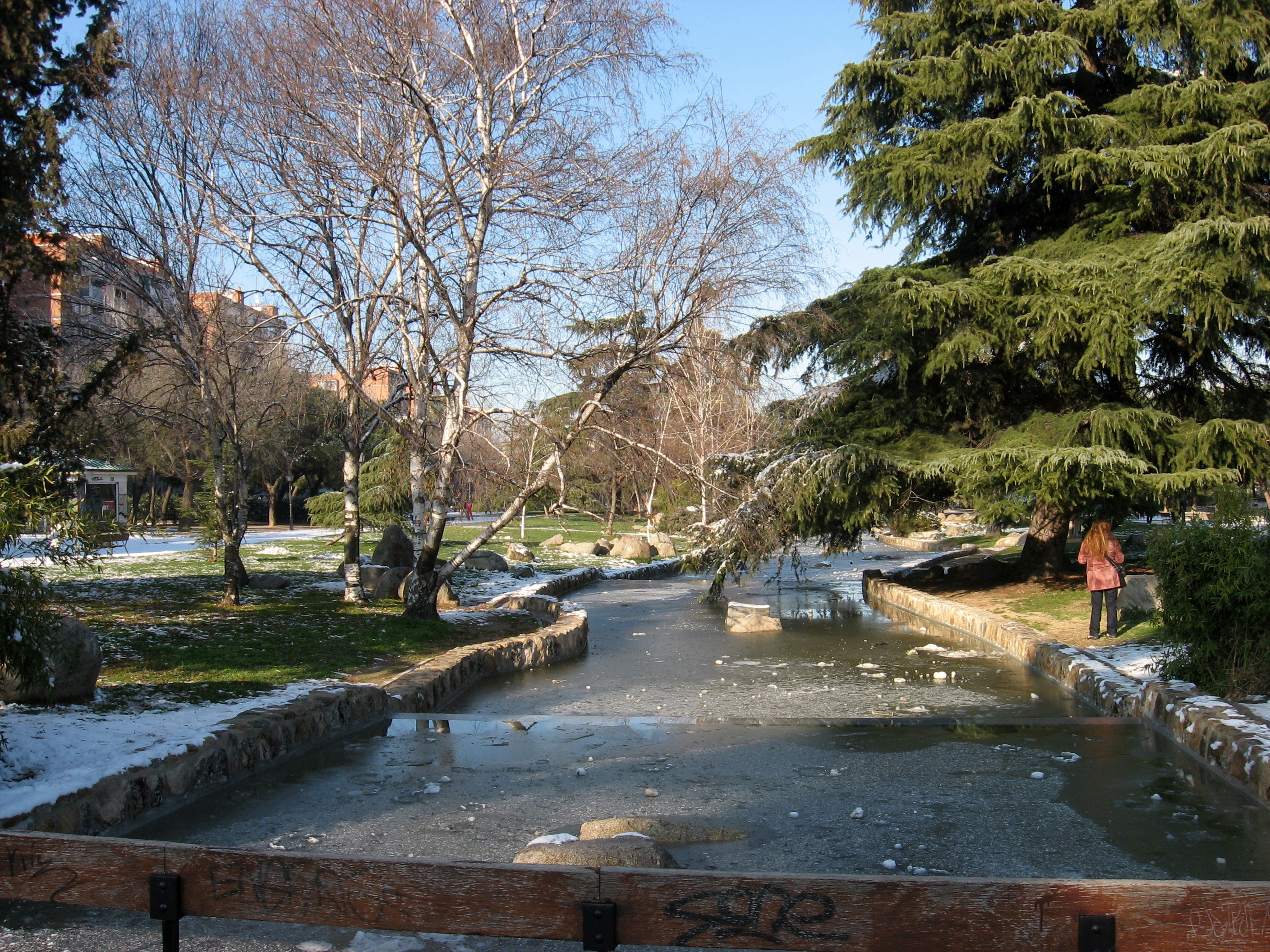
Utsikt över parken.

Parken grundades under francodiktaturen under namnet "Parque Mayor Carlos Arias", och invigdes 1973 av borgmästaren i Madrid, Miguel Ángel García-Lomas Mata, i sällskap med dess promotor, Carlos Arias Navarro . Parken anlades efter en överenskommelse mellan kommunfullmäktige och elbolagen för nedgrävning av de högspänningskablar som korsade kvarteret och där parken ligger idag.
I november 2015 fattade kommunstyrelsen för distriktet Latina, i sin första plenarsession efter inträdet av det politiska partiet Ahora Madrid i Ayuntamiento de Madrid, beslutet att byta namn från Parque Mayor Carlos Arias till Parque Aluche, som det alltid hade kallats av befolkningen, i tillämpning av Lag över historiska minnen, eftersom Carlos Arias Navarro var en hög ledare för francodiktaturen som blev regeringspresident. Efter relevanta administrativa förfaranden godkändes ändringen på nytt i Latinas plenarsession i maj 2016 och trädde slutligen i kraft med överenskommelse från kommunfullmäktiges styrelse den 2 juni, 2016.
För närvarande har Alucheparken blivit grannskapets grönområde och rekreationslunga. På sommaren och med bra väder har parken en stor aveny med kaféer, barer, glassbarer och restauranger med terrasser.